# 香椎宮前站
香椎宮前站（日语：／ Kashii-Miyamae eki */?）是位於福岡縣福岡市東區千早五丁目，西日本鐵道（西鐵）的貝塚線車站。車站編號為NK04。

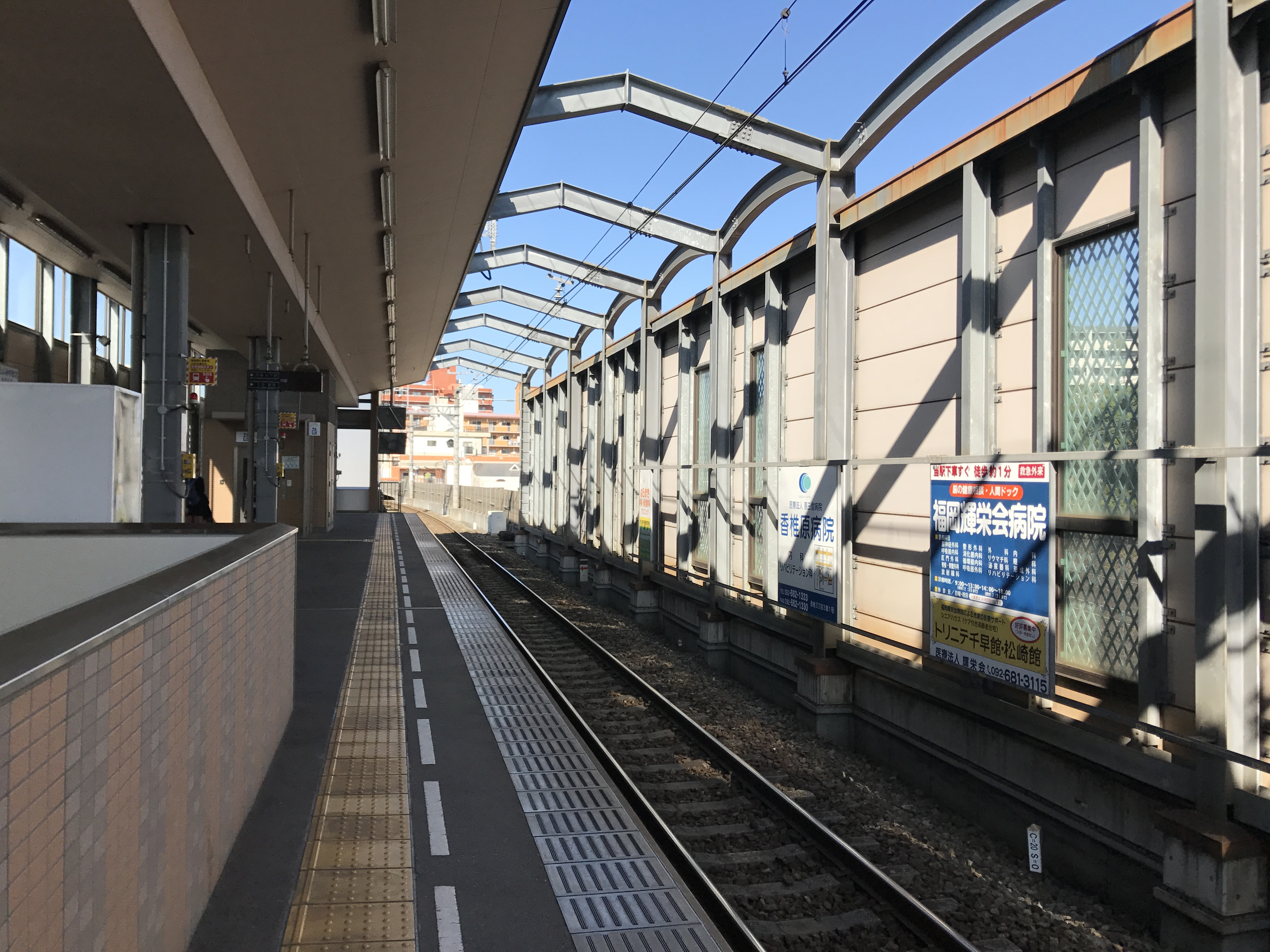
月台(2017年10月)

## 歷史
- 1959年（昭和34年）3月1日 - 車站啟用。
- 2006年（平成18年）5月14日 - 在宮地岳線連續立體交差工程下，此站變為高架車站[1]。
- 2017年（平成29年）2月1日 - 此站引入車站編號[2]。

## 車站構造

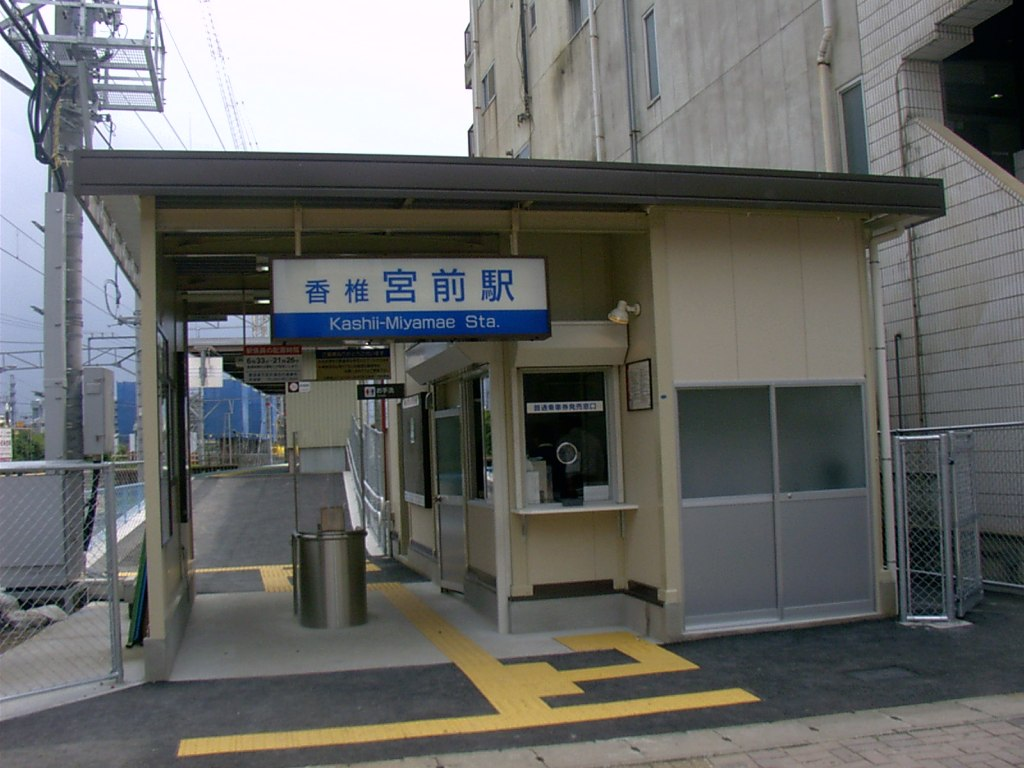
臨時車站時代的站房（2004年8月）

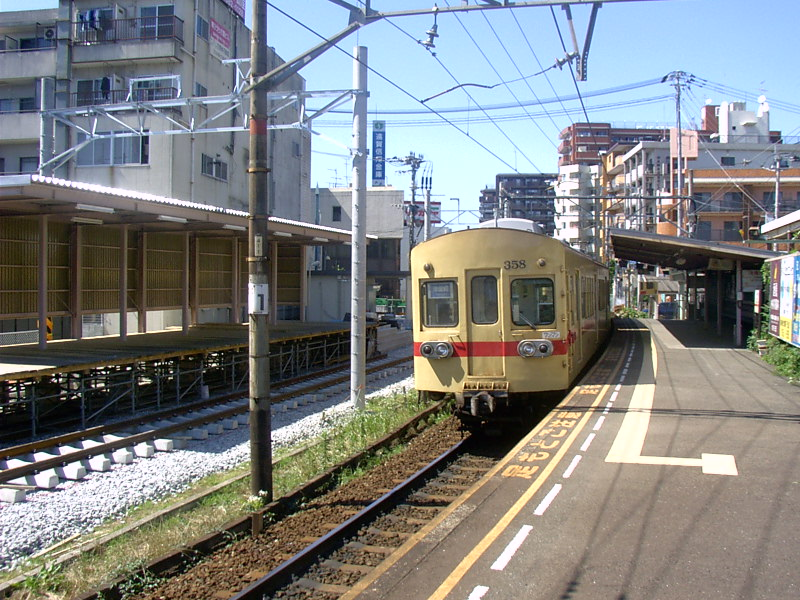
地面車站時代的香椎宮前站與停站中的358-308。左邊進行高架工程與臨時路軌。

本站是高架車站，設有1面1線的月台，月台可容納3卡車廂。2004年8月2日前車站高架化工程期間，車站使用臨時車站的型式繼續營業。在2006年5月14日高架化工程完成後成為高架車站。本站設有升降機、扶手電梯。

## 使用狀況
在2019年度，1日平均上下車人次為2,436人
以下為各年度1日平均乘車和上下車人次列表。
| 年度   | 1日平均 乘車人次 | 1日平均 上下車人次 |
| ------ | ---------------- | ------------------ |
| 1996年 | 2,370            | 4,608              |
| 1997年 | 2,151            | 4,214              |
| 1998年 | 2,019            | 3,926              |
| 1999年 | 1,844            | 3,680              |
| 2000年 | 1,737            | 3,438              |
| 2001年 | 1,641            | 3,255              |
| 2002年 | 1,559            | 3,129              |
| 2003年 | 1,355            | 2,716              |
| 2004年 | 1,156            | 2,315              |
| 2005年 | 1,074            | 2,151              |
| 2006年 | 1,197            | 2,392              |
| 2007年 | 1,156            | 2,308              |
| 2008年 | 1,205            | 2,412              |
| 2009年 | 1,219            | 2,436              |
| 2010年 | 1,222            | 2,442              |
| 2011年 | 1,180            | 2,362              |
| 2012年 | 1,121            | 2,242              |
| 2013年 | 1,142            | 2,286              |
| 2014年 | 1,156            | 2,315              |
| 2015年 | 1,167            | 2,327              |
| 2016年 | 1,167            | 2,338              |
| 2017年 | 1,208            | 2,418              |
| 2018年 | 1,200            | 2,398              |
| 2019年 |                  | 2,436              |

## 車站周邊
車站周邊在進行香椎副都心土地整理工程 （页面存档备份，存于）和香椎站周邊土地重整工程 （页面存档备份，存于）下進行重建。
- 香椎宮: 車站東北方100米處設有香椎宮的鳥居。而最近香椎宮本殿的車站是JR香椎神宮站。
- 國道3號
- 香椎稅務署（日语：税務署）
- Hello Work（日语：ハローワーク）福岡東
- 福岡輝榮會醫院
- AEON Mall香椎濱（日语：イオンモール香椎浜）
- Edion Outlet香椎濱店（日语：エディオンアウトレット香椎浜店）
  - AEON香椎濱店
- 香椎Big Mart大廈（舊: Daiei（日语：ダイエー）香椎店）
  - 山田電機Teccland福岡香椎本店（1樓、2樓）[6]
  - Hallo Day（日语：ハローデイ）香椎店（地庫1樓）
  - Daiso香椎Big Mart大廈（地庫1樓）
  - Sundrug藥妝店香椎店（地庫1樓）
- 最好電器B!B香椎店（舊: Bic Camera（日语：B&B (企業)）香椎店）
  - GEO福岡香椎店
- 福屋（日语：ふくや）香椎店

## 其他
- 此站設有紀念章。
- 當地會以「宮前站」稱呼此站。車內廣播下一站名時會以「香椎宮前、宮前」說出此站名。
- 在高架化前，車站位於現地靠近香椎宮前站一方100米處，當時車站大樓對出是香椎參道（日语：福岡県道24号福岡東環状線）。

## 相鄰車站
西日本鐵道
■貝塚線
西鐵千早（NK03）－香椎宮前（NK04）－西鐵香椎（NK05）

## 注腳
1. ↑  白土洋次. . 鐵道迷 (交友社). 2006, 46 (8): 188 （日语）.
2. ↑   (PDF). 西日本鐵道. 2017-01-24  [2017年3月20日]. （原始内容 (PDF)存档于2020-07-28） （日语）. （页面存档备份，存于）
3. ↑  2019年版 福岡市統計書 （页面存档备份，存于）（日語） 2021年1月6日參閲。
4. ↑  鉄道事業｜企業・グループ情報《西鉄について》 （页面存档备份，存于）（日語） 2019年度 不同站別上下車人次
5. ↑  福岡市統計書 （都市圈之概況） 福岡都市圈的私鐵各站上下車人次 （页面存档备份，存于）（日語） 2021年3月22日參閲
6. ↑  ヤマダ電機HPテックランド福岡香椎本店店舗からのお知らせ （页面存档备份，存于）（日語）

## 外部連結
- 香椎宮前站（西鐵沿線web） （页面存档备份，存于）（日語）